# Zelotes atlanticus
Zelotes atlanticus este o specie de păianjeni din genul Zelotes, familia Gnaphosidae. A fost descrisă pentru prima dată de Simon, 1909.
Este endemică în Morocco. Conform Catalogue of Life specia Zelotes atlanticus nu are subspecii cunoscute.